# Born to Try
Born to Try è una canzone della cantautrice australiana Delta Goodrem, scritta con Audius Mtawarira e prodotta da Ric Wake per il suo album di debutto Innocent Eyes (2003). La canzone è stata pubblicata come primo singolo dell'album l'8 novembre 2002 dalle etichette discografiche Epic e Daylight.